# United Cup 2024
Der United Cup 2024 war ein Tennis-Mannschaftsturnier mit Herren-, Damen- und Mixed-Spielen, das auf Hartplatz gespielt wurde. Es war die 2. Auflage des Turniers und fand vom 29. Dezember 2023 bis zum 7. Januar 2024 statt. Gespielt wurde in Sydney und Perth. Er war Teil der ATP Tour 2024 und der WTA Tour 2024.

## Modus
In den beiden Spielorten traten jeweils drei Gruppen von drei Nationen in einer Round-Robin-Runde an. Dabei spielten jeweils eine Dame und ein Herr sowie ein Mixed-Team. Die Gruppensieger sowie der jeweils beste Zweitplatzierte aus jedem der beiden Spielorte spielten in der Finalrunde.

## Austragungsorte
Die Perth Arena in Perth und das NSW Tennis Centre in Sydney waren Austragungsorte.

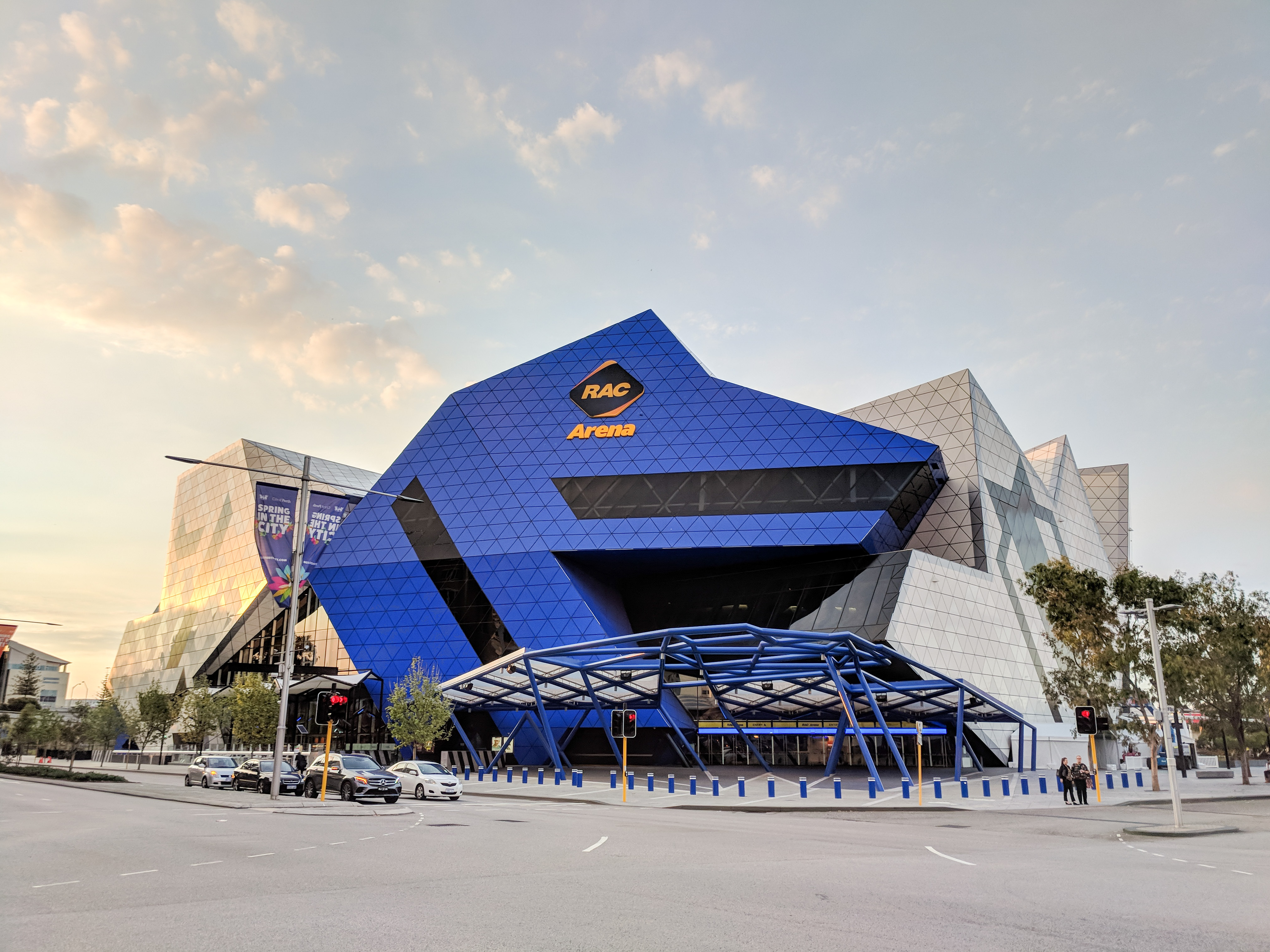
Perth Arena, Perth
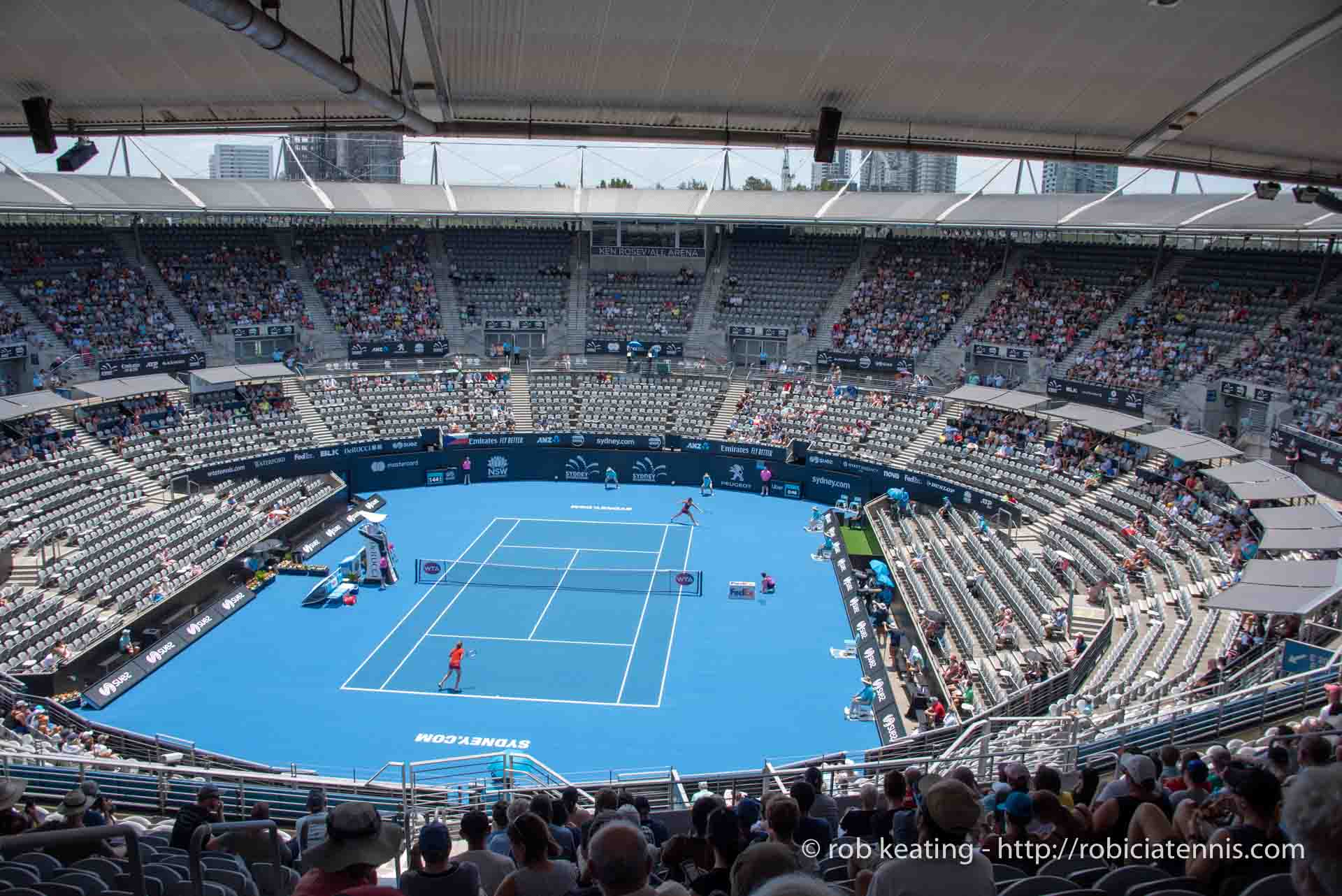
NSW Tennis Centre, Sydney

## Gruppenphase

### Gruppe A
Austragungsort: Perth
 Teams 
- Polen: WTA: Iga Świątek, Katarzyna Kawa, Katarzyna Piter; ATP: Hubert Hurkacz, Daniel Michalski, Jan Zieliński (Team Captain: Tomasz Wiktorowski)
- Spanien: WTA: Sara Sorribes Tormo, Marina Bassols Ribera, Rosa Vicens Mas; ATP: Alejandro Davidovich Fokina, Roberto Carballés Baena, David Vega Hernández (Team Captain: Jorge Aguirre)
- Brasilien: WTA: Beatriz Haddad Maia, Carolina Meligeni Alves; ATP: Thiago Seyboth Wild, Felipe Meligeni Alves, Marcelo Melo (Team Captain: Rafael Paciaroni)

 Tabelle 
| Pos. | Nation    | Bilanz | Matches | Sätze | Spiele |
| ---- | --------- | ------ | ------- | ----- | ------ |
| 1    | Polen     | 2:0    | 5:1     | 11:3  | 79:41  |
| 2    | Spanien   | 1:1    | 3:3     | 6:7   | 51:63  |
| 3    | Brasilien | 0:2    | 1:5     | 3:10  | 49:75  |

| Datum             | Mannschaft 1 | Ergebnis | Mannschaft 2 |
| ----------------- | ------------ | -------- | ------------ |
| 29. Dezember 2023 | Spanien      | 2:1      | Brasilien    |
| 30. Dezember 2023 | Polen        | 3:0      | Brasilien    |
| 1. Januar 2024    | Polen        | 2:1      | Spanien      |

 Ergebnisse 
Spanien – Brasilien
| \| 2 1 \| Datum: 29. Dezember 2023 Austragungsort: Perth Arena, Perth Belag: Hartplatz \| |                                                                              |           |
| Spanien                                                                                   | Brasilien                                                                    | Ergebnis  |
| Alejandro Davidovich Fokina                                                               | Thiago Seyboth Wild                                                          | 6:4, 6:0  |
| Sara Sorribes Tormo                                                                       | Beatriz Haddad Maia                                                          | 6:71, 2:6 |
| Sara Sorribes Tormo Alejandro Davidovich Fokina                                           | Beatriz Haddad Maia Marcelo Melo                                             | 6:4, 7:5  |
| 2 1                                                                                       | Datum: 29. Dezember 2023 Austragungsort: Perth Arena, Perth Belag: Hartplatz |           |

Polen – Brasilien
| \| 3 0 \| Datum: 30. Dezember 2023 Austragungsort: Perth Arena, Perth Belag: Hartplatz \| |                                                                              |                |
| Polen                                                                                     | Brasilien                                                                    | Ergebnis       |
| Iga Świątek                                                                               | Beatriz Haddad Maia                                                          | 6:2, 6:2       |
| Hubert Hurkacz                                                                            | Thiago Seyboth Wild                                                          | 6:74, 6:2, 6:3 |
| Iga Świątek Hubert Hurkacz                                                                | Beatriz Haddad Maia Marcelo Melo                                             | 6:4, 6:3       |
| 3 0                                                                                       | Datum: 30. Dezember 2023 Austragungsort: Perth Arena, Perth Belag: Hartplatz |                |

Polen – Spanien
| \| 2 1 \| Datum: 1. Januar 2024 Austragungsort: Perth Arena, Perth Belag: Hartplatz \| |                                                                           |               |
| Polen                                                                                  | Spanien                                                                   | Ergebnis      |
| Hubert Hurkacz                                                                         | Alejandro Davidovich Fokina                                               | 6:3, 3:6, 4:6 |
| Iga Świątek                                                                            | Sara Sorribes Tormo                                                       | 6:2, 6:1      |
| Iga Świątek Hubert Hurkacz                                                             | Sara Sorribes Tormo Alejandro Davidovich Fokina                           | 6:0, 6:0      |
| 2 1                                                                                    | Datum: 1. Januar 2024 Austragungsort: Perth Arena, Perth Belag: Hartplatz |               |

### Gruppe B
Austragungsort: Sydney
 Teams 
- Griechenland: WTA: Maria Sakkari, Despina Papamichail, Valentini Grammatikopoulou; ATP: Stefanos Tsitsipas, Stefanos Sakellaridis, Petros Tsitsipas (Team Captain: Petros Tsitsipas)
- Kanada: WTA: Leylah Fernandez, Stacey Fung; ATP: Félix Auger-Aliassime, Steven Diez, Adil Shamasdin (Team Captain: Adil Shamasdin)
- Chile: WTA: Daniela Seguel, Fernanda Labraña; ATP: Nicolás Jarry, Tomás Barrios Vera, Gonzalo Lama (Team Captain: Jaime Fillol)

 Tabelle 
| Pos. | Nation       | Bilanz | Matches | Sätze | Spiele |
| ---- | ------------ | ------ | ------- | ----- | ------ |
| 1    | Griechenland | 1:1    | 4:2     | 10:4  | 74:53  |
| 2    | Chile        | 1:1    | 3:3     | 7:8   | 59:69  |
| 3    | Kanada       | 1:1    | 2:4     | 4:9   | 56:67  |

| Datum             | Mannschaft 1 | Ergebnis | Mannschaft 2 |
| ----------------- | ------------ | -------- | ------------ |
| 31. Dezember 2023 | Kanada       | 2:1      | Chile        |
| 2. Januar 2024    | Griechenland | 1:2      | Chile        |
| 3. Januar 2024    | Griechenland | 3:0      | Kanada       |

 Ergebnisse 
Kanada – Chile
| \| 2 1 \| Datum: 31. Dezember 2023 Austragungsort: NSW Tennis Centre, Sydney Belag: Hartplatz \| |                                                                                     |                  |
| Kanada                                                                                           | Chile                                                                               | Ergebnis         |
| Leylah Fernandez                                                                                 | Daniela Seguel                                                                      | 6:2, 6:3         |
| Steven Diez                                                                                      | Nicolás Jarry                                                                       | 5:7, 4:6         |
| Leylah Fernandez Steven Diez                                                                     | Daniela Seguel Tomás Barrios Vera                                                   | 7:5, 4:6, [10:8] |
| 2 1                                                                                              | Datum: 31. Dezember 2023 Austragungsort: NSW Tennis Centre, Sydney Belag: Hartplatz |                  |

Griechenland – Chile
| \| 1 2 \| Datum: 2. Januar 2024 Austragungsort: NSW Tennis Centre, Sydney Belag: Hartplatz \| |                                                                                  |                   |
| Griechenland                                                                                  | Chile                                                                            | Ergebnis          |
| Maria Sakkari                                                                                 | Daniela Seguel                                                                   | 6:0, 6:1          |
| Stefanos Sakellaridis                                                                         | Nicolás Jarry                                                                    | 3:6, 6:3, 5:7     |
| Maria Sakkari Stefanos Tsitsipas                                                              | Daniela Seguel Nicolás Jarry                                                     | 7:65, 3:6, [6:10] |
| 1 2                                                                                           | Datum: 2. Januar 2024 Austragungsort: NSW Tennis Centre, Sydney Belag: Hartplatz |                   |

Griechenland – Kanada
| \| 3 0 \| Datum: 3. Januar 2024 Austragungsort: NSW Tennis Centre, Sydney Belag: Hartplatz \| |                                                                                  |           |
| Griechenland                                                                                  | Kanada                                                                           | Ergebnis  |
| Stefanos Tsitsipas                                                                            | Steven Diez                                                                      | 6:2, 6:3  |
| Maria Sakkari                                                                                 | Leylah Fernandez                                                                 | 7:62, 6:3 |
| Despina Papamichail Petros Tsitsipas                                                          | Stacey Fung Félix Auger-Aliassime                                                | 7:5, 6:4  |
| 3 0                                                                                           | Datum: 3. Januar 2024 Austragungsort: NSW Tennis Centre, Sydney Belag: Hartplatz |           |

### Gruppe C
Austragungsort: Perth
 Teams 
- Vereinigte Staaten: WTA: Jessica Pegula, Alycia Parks, Desirae Krawczyk; ATP: Taylor Fritz, Denis Kudla, Rajeev Ram (Team Captain: David Witt)
- Vereinigtes Königreich: WTA: Katie Boulter, Francesca Jones, Maia Lumsden; ATP: Cameron Norrie, Daniel Evans, Neal Skupski (Team Captain: Colin Beecher)
- Australien: WTA: Ajla Tomljanović, Storm Hunter, Ellen Perez; ATP: Alex de Minaur, John Millman, Matthew Ebden (Team Captain: Lleyton Hewitt)

 Tabelle 
| Pos. | Nation                 | Bilanz | Matches | Sätze | Spiele |
| ---- | ---------------------- | ------ | ------- | ----- | ------ |
| 1    | Australien             | 1:1    | 3:3     | 7:6   | 68:59  |
| 2    | Vereinigte Staaten     | 1:1    | 3:3     | 7:7   | 60:72  |
| 3    | Vereinigtes Königreich | 1:1    | 3:3     | 7:8   | 75:72  |

| Datum             | Mannschaft 1           | Ergebnis | Mannschaft 2           |
| ----------------- | ---------------------- | -------- | ---------------------- |
| 29. Dezember 2023 | Vereinigtes Königreich | 2:1      | Australien             |
| 31. Dezember 2023 | Vereinigte Staaten     | 2:1      | Vereinigtes Königreich |
| 1. Januar 2024    | Vereinigte Staaten     | 1:2      | Australien             |

 Ergebnisse 
Großbritannien – Australien
| \| 2 1 \| Datum: 29. Dezember 2023 Austragungsort: Perth Arena, Perth Belag: Hartplatz \| |                                                                              |                |
| Vereinigtes Konigreich                                                                    | Australien                                                                   | Ergebnis       |
| Cameron Norrie                                                                            | Alex de Minaur                                                               | 6:4, 2:6, 7:62 |
| Katie Boulter                                                                             | Ajla Tomljanović                                                             | 6:2, 6:4       |
| Katie Boulter Neal Skupski                                                                | Storm Hunter Matthew Ebden                                                   | 3:6, 6:75      |
| 2 1                                                                                       | Datum: 29. Dezember 2023 Austragungsort: Perth Arena, Perth Belag: Hartplatz |                |

USA – Großbritannien
| \| 2 1 \| Datum: 31. Dezember 2023 Austragungsort: Perth Arena, Perth Belag: Hartplatz \| |                                                                              |                   |
| Vereinigte Staaten                                                                        | Vereinigtes Konigreich                                                       | Ergebnis          |
| Jessica Pegula                                                                            | Katie Boulter                                                                | 7:5, 4:6, 4:6     |
| Taylor Fritz                                                                              | Cameron Norrie                                                               | 7:65, 6:4         |
| Jessica Pegula Taylor Fritz                                                               | Katie Boulter Neal Skupski                                                   | 1:6, 7:64, [10:7] |
| 2 1                                                                                       | Datum: 31. Dezember 2023 Austragungsort: Perth Arena, Perth Belag: Hartplatz |                   |

USA – Australien
| \| 1 2 \| Datum: 1. Januar 2024 Austragungsort: Perth Arena, Perth Belag: Hartplatz \| |                                                                           |           |
| Vereinigte Staaten                                                                     | Australien                                                                | Ergebnis  |
| Taylor Fritz                                                                           | Alex de Minaur                                                            | 4:6, 2:6  |
| Jessica Pegula                                                                         | Ajla Tomljanović                                                          | 7:66, 6:3 |
| Jessica Pegula Rajeev Ram                                                              | Storm Hunter Matthew Ebden                                                | 3:6, 1:6  |
| 1 2                                                                                    | Datum: 1. Januar 2024 Austragungsort: Perth Arena, Perth Belag: Hartplatz |           |

### Gruppe D
Austragungsort: Sydney
 Teams 
- Frankreich: WTA: Caroline Garcia, Amandine Hesse, Elixane Lechemia; ATP: Adrian Mannarino, Antoine Escoffier, Édouard Roger-Vasselin (Team Captain: Caroline Garcia)
- Italien: WTA: Jasmine Paolini, Nuria Brancaccio, Angelica Moratelli; ATP: Lorenzo Sonego, Flavio Cobolli, Andrea Pellegrino (Team Captain: Renzo Furlan)
- Deutschland: WTA: Angelique Kerber, Tatjana Maria, Laura Siegemund; ATP: Alexander Zverev, Maximilian Marterer, Kai Wehnelt (Team Captain: Torben Beltz)

 Tabelle 
| Pos. | Nation      | Bilanz | Matches | Sätze | Spiele |
| ---- | ----------- | ------ | ------- | ----- | ------ |
| 1    | Frankreich  | 2:0    | 5:1     | 11:5  | 78:71  |
| 2    | Deutschland | 1:1    | 3:3     | 8:8   | 77:66  |
| 3    | Italien     | 0:2    | 1:5     | 4:10  | 63:81  |

| Datum             | Mannschaft 1 | Ergebnis | Mannschaft 2 |
| ----------------- | ------------ | -------- | ------------ |
| 30. Dezember 2023 | Italien      | 1:2      | Deutschland  |
| 1. Januar 2024    | Frankreich   | 2:1      | Deutschland  |
| 3. Januar 2024    | Frankreich   | 3:0      | Italien      |

 Ergebnisse 
Italien – Deutschland
| \| 1 2 \| Datum: 30. Dezember 2023 Austragungsort: NSW Tennis Centre, Sydney Belag: Hartplatz \| |                                                                                     |                |
| Italien                                                                                          | Deutschland                                                                         | Ergebnis       |
| Jasmine Paolini                                                                                  | Angelique Kerber                                                                    | 6:4, 7:5       |
| Lorenzo Sonego                                                                                   | Alexander Zverev                                                                    | 7:65, 3:6, 4:6 |
| Angelica Moratelli Lorenzo Sonego                                                                | Angelique Kerber Alexander Zverev                                                   | 3:6, 0:6       |
| 1 2                                                                                              | Datum: 30. Dezember 2023 Austragungsort: NSW Tennis Centre, Sydney Belag: Hartplatz |                |

Frankreich – Deutschland
| \| 2 1 \| Datum: 1. Januar 2024 Austragungsort: NSW Tennis Centre, Sydney Belag: Hartplatz \| |                                                                                  |                    |
| Frankreich                                                                                    | Deutschland                                                                      | Ergebnis           |
| Adrian Mannarino                                                                              | Alexander Zverev                                                                 | 6:4, 4:6, 3:6      |
| Caroline Garcia                                                                               | Angelique Kerber                                                                 | 1:6, 6:2, 6:2      |
| Caroline Garcia Édouard Roger-Vasselin                                                        | Angelique Kerber Alexander Zverev                                                | 7:64, 2:6, [12:10] |
| 2 1                                                                                           | Datum: 1. Januar 2024 Austragungsort: NSW Tennis Centre, Sydney Belag: Hartplatz |                    |

Frankreich – Italien
| \| 3 0 \| Datum: 3. Januar 2024 Austragungsort: NSW Tennis Centre, Sydney Belag: Hartplatz \| |                                                                                  |               |
| Frankreich                                                                                    | Italien                                                                          | Ergebnis      |
| Adrian Mannarino                                                                              | Lorenzo Sonego                                                                   | 6:4, 6:4      |
| Caroline Garcia                                                                               | Jasmine Paolini                                                                  | 6:4, 5:7, 6:4 |
| Elixane Lechemia Édouard Roger-Vasselin                                                       | Nuria Brancaccio Flavio Cobolli                                                  | 7:65, 6:4     |
| 3 0                                                                                           | Datum: 3. Januar 2024 Austragungsort: NSW Tennis Centre, Sydney Belag: Hartplatz |               |

### Gruppe E
Austragungsort: Perth
 Teams 
- Tschechien: WTA: Markéta Vondroušová, Sára Bejlek, Miriam Kolodziejová; ATP: Jiří Lehečka, Vít Kopřiva, Petr Nouza (Team Captain: David Škoch)
- China: WTA: Zheng Qinwen, You Xiaodi; ATP: Zhang Zhizhen, Bu Yunchaokete, Sun Fajing
- Serbien: WTA: Olga Danilović, Natalija Stevanović, Dejana Radanović; ATP: Novak Đoković, Hamad Međedović, Nikola Čačić (Team Captain: Viktor Troicki)

 Tabelle 
| Pos. | Nation              | Bilanz | Matches | Sätze | Spiele |
| ---- | ------------------- | ------ | ------- | ----- | ------ |
| 1    | Serbien             | 2:0    | 4:2     | 9:7   | 66:63  |
| 2    | Volksrepublik China | 1:1    | 4:2     | 9:6   | 70:51  |
| 3    | Tschechien          | 0:2    | 1:5     | 6:11  | 61:83  |

| Datum             | Mannschaft 1        | Ergebnis | Mannschaft 2        |
| ----------------- | ------------------- | -------- | ------------------- |
| 30. Dezember 2023 | Tschechien          | 0:3      | Volksrepublik China |
| 31. Dezember 2023 | Volksrepublik China | 1:2      | Serbien             |
| 2. Januar 2024    | Tschechien          | 1:2      | Serbien             |

 Ergebnisse 
Tschechien – China
| \| 0 3 \| Datum: 30. Dezember 2023 Austragungsort: Perth Arena, Perth Belag: Hartplatz \| |                                                                              |               |
| Tschechien                                                                                | China Volksrepublik                                                          | Ergebnis      |
| Jiří Lehečka                                                                              | Zhang Zhizhen                                                                | 7:5, 3:6, 4:6 |
| Markéta Vondroušová                                                                       | Zheng Qinwen                                                                 | 1:6, 6:2, 1:6 |
| Markéta Vondroušová Jiří Lehečka                                                          | Zheng Qinwen Zhang Zhizhen                                                   | 1:6, 2:6      |
| 0 3                                                                                       | Datum: 30. Dezember 2023 Austragungsort: Perth Arena, Perth Belag: Hartplatz |               |

China – Serbien
| \| 1 2 \| Datum: 31. Dezember 2023 Austragungsort: Perth Arena, Perth Belag: Hartplatz \| |                                                                              |                  |
| China Volksrepublik                                                                       | Serbien                                                                      | Ergebnis         |
| Zhang Zhizhen                                                                             | Novak Đoković                                                                | 3:6, 2:6         |
| Zheng Qinwen                                                                              | Olga Danilović                                                               | 6:4, 6:2         |
| Zheng Qinwen Zhang Zhizhen                                                                | Olga Danilović Novak Đoković                                                 | 4:6, 6:1, [6:10] |
| 1 2                                                                                       | Datum: 31. Dezember 2023 Austragungsort: Perth Arena, Perth Belag: Hartplatz |                  |

Tschechien – Serbien
| \| 1 2 \| Datum: 2. Januar 2024 Austragungsort: Perth Arena, Perth Belag: Hartplatz \| |                                                                           |                   |
| Tschechien                                                                             | Serbien                                                                   | Ergebnis          |
| Markéta Vondroušová                                                                    | Olga Danilović                                                            | 6:1, 3:6, 6:3     |
| Jiří Lehečka                                                                           | Novak Đoković                                                             | 1:6, 7:63, 1:6    |
| Miriam Kolodziejová Petr Nouza                                                         | Olga Danilović Hamad Međedović                                            | 6:4, 6:72, [8:10] |
| 1 2                                                                                    | Datum: 2. Januar 2024 Austragungsort: Perth Arena, Perth Belag: Hartplatz |                   |

### Gruppe F
Austragungsort: Sydney
 Teams 
- Kroatien: WTA: Donna Vekić, Petra Marčinko, Tena Lukas; ATP: Borna Ćorić, Nino Serdarušić, Ivan Dodig (Team Captain: Iva Majoli)
- Niederlande: WTA: Arantxa Rus, Arianne Hartono, Demi Schuurs; ATP: Tallon Griekspoor, Thiemo de Bakker, Wesley Koolhof (Team Captain: Wesley Koolhof)
- Norwegen: WTA: Malene Helgø, Ulrikke Eikeri; ATP: Casper Ruud, Andreja Petrovic (Team Captain: Christian Ruud)

 Tabelle 
| Pos. | Nation      | Bilanz | Matches | Sätze | Spiele |
| ---- | ----------- | ------ | ------- | ----- | ------ |
| 1    | Norwegen    | 1:1    | 3:3     | 7:7   | 66:63  |
| 2    | Kroatien    | 1:1    | 3:3     | 8:8   | 67:68  |
| 3    | Niederlande | 1:1    | 3:3     | 7:7   | 66:68  |

| Datum             | Mannschaft 1 | Ergebnis | Mannschaft 2 |
| ----------------- | ------------ | -------- | ------------ |
| 30. Dezember 2023 | Niederlande  | 2:1      | Norwegen     |
| 1. Januar 2024    | Kroatien     | 1:2      | Norwegen     |
| 2. Januar 2024    | Kroatien     | 2:1      | Niederlande  |

 Ergebnisse 
Niederlande – Norwegen
| \| 2 1 \| Datum: 30. Dezember 2023 Austragungsort: NSW Tennis Centre, Sydney Belag: Hartplatz \| |                                                                                     |           |
| Niederlande                                                                                      | Norwegen                                                                            | Ergebnis  |
| Arantxa Rus                                                                                      | Malene Helgø                                                                        | 7:64, 6:1 |
| Tallon Griekspoor                                                                                | Casper Ruud                                                                         | 3:6, 4:6  |
| Demi Schuurs Wesley Koolhof                                                                      | Ulrikke Eikeri Casper Ruud                                                          | 7:65, 7:5 |
| 2 1                                                                                              | Datum: 30. Dezember 2023 Austragungsort: NSW Tennis Centre, Sydney Belag: Hartplatz |           |

Kroatien – Norwegen
| \| 1 2 \| Datum: 1. Januar 2024 Austragungsort: NSW Tennis Centre, Sydney Belag: Hartplatz \| |                                                                                  |                  |
| Kroatien                                                                                      | Norwegen                                                                         | Ergebnis         |
| Donna Vekić                                                                                   | Malene Helgø                                                                     | 7:5, 3:6, 6:3    |
| Borna Ćorić                                                                                   | Casper Ruud                                                                      | 4:6, 1:6         |
| Donna Vekić Ivan Dodig                                                                        | Ulrikke Eikeri Casper Ruud                                                       | 2:6, 6:3, [7:10] |
| 1 2                                                                                           | Datum: 1. Januar 2024 Austragungsort: NSW Tennis Centre, Sydney Belag: Hartplatz |                  |

Kroatien – Niederlande
| \| 2 1 \| Datum: 2. Januar 2024 Austragungsort: NSW Tennis Centre, Sydney Belag: Hartplatz \| |                                                                                  |                    |
| Kroatien                                                                                      | Niederlande                                                                      | Ergebnis           |
| Borna Ćorić                                                                                   | Tallon Griekspoor                                                                | 7:64, 6:4          |
| Donna Vekić                                                                                   | Arantxa Rus                                                                      | 6:2, 3:6, 6:1      |
| Donna Vekić Ivan Dodig                                                                        | Demi Schuurs Wesley Koolhof                                                      | 7:63, 3:6, [12:14] |
| 2 1                                                                                           | Datum: 2. Januar 2024 Austragungsort: NSW Tennis Centre, Sydney Belag: Hartplatz |                    |

## K.-o.-Runde
| Viertelfinale | Viertelfinale       | Viertelfinale |            |   | Halbfinale | Halbfinale | Halbfinale |  |  | Finale | Finale | Finale |
|               |                     |               |            |   |            |            |            |  |  |        |        |        |
|               | Polen               | 3             |            |   |            |            |            |  |  |        |        |        |
|               | Volksrepublik China | 0             |            |   |            |            |            |  |  |        |        |        |
|               | Volksrepublik China | 0             | Polen      | 3 |            |            |            |  |  |        |        |        |
|               |                     |               | Polen      | 3 |            |            |            |  |  |        |        |        |
|               |                     | Frankreich    | 0          |   |            |            |            |  |  |        |        |        |
|               | Frankreich          | Frankreich    | 0          | 2 |            |            |            |  |  |        |        |        |
|               |                     |               |            | 2 |            |            |            |  |  |        |        |        |
|               | Norwegen            | 1             |            |   |            |            |            |  |  |        |        |        |
|               | Norwegen            | 1             | Polen      | 1 |            |            |            |  |  |        |        |        |
|               |                     |               |            | 1 |            |            |            |  |  |        |        |        |
|               |                     | Deutschland   | 2          |   |            |            |            |  |  |        |        |        |
|               | Australien          | Deutschland   | 2          | 3 |            |            |            |  |  |        |        |        |
|               |                     |               |            | 3 |            |            |            |  |  |        |        |        |
|               | Serbien             | 0             |            |   |            |            |            |  |  |        |        |        |
|               | Serbien             | 0             | Australien | 1 |            |            |            |  |  |        |        |        |
|               |                     |               | Australien | 1 |            |            |            |  |  |        |        |        |
|               |                     | Deutschland   | 2          |   |            |            |            |  |  |        |        |        |
|               | Griechenland        | Deutschland   | 2          | 1 |            |            |            |  |  |        |        |        |
|               |                     |               |            | 1 |            |            |            |  |  |        |        |        |
|               | Deutschland         | 2             |            |   |            |            |            |  |  |        |        |        |

### Viertelfinale
Polen – China
| \| 3 0 \| Datum: 3. Januar 2024 Austragungsort: Perth Arena, Perth Belag: Hartplatz \| |                                                                           |                  |
| Polen                                                                                  | China Volksrepublik                                                       | Ergebnis         |
| Hubert Hurkacz                                                                         | Zhang Zhizhen                                                             | 6:3, 6:4         |
| Iga Świątek                                                                            | Zheng Qinwen                                                              | 6:2, 6:3         |
| Katarzyna Piter Jan Zieliński                                                          | You Xiaodi Sun Fajing                                                     | 6:3, 5:7, [10:7] |
| 3 0                                                                                    | Datum: 3. Januar 2024 Austragungsort: Perth Arena, Perth Belag: Hartplatz |                  |

Australien – Serbien
| \| 3 0 \| Datum: 3. Januar 2024 Austragungsort: Perth Arena, Perth Belag: Hartplatz \| |                                                                           |          |
| Australien                                                                             | Serbien                                                                   | Ergebnis |
| Alex de Minaur                                                                         | Novak Đoković                                                             | 6:4, 6:4 |
| Ajla Tomljanović                                                                       | Natalija Stevanović                                                       | 6:1, 6:1 |
| Storm Hunter Matthew Ebden                                                             | Dejana Radanović Nikola Čačić                                             | 6:3, 6:3 |
| 3 0                                                                                    | Datum: 3. Januar 2024 Austragungsort: Perth Arena, Perth Belag: Hartplatz |          |

Frankreich – Norwegen
| \| 2 1 \| Datum: 4. Januar 2024 Austragungsort: NSW Tennis Centre, Sydney Belag: Hartplatz \| |                                                                                  |                 |
| Frankreich                                                                                    | Norwegen                                                                         | Ergebnis        |
| Caroline Garcia                                                                               | Malene Helgø                                                                     | 6:2, 6:76, 7:65 |
| Adrian Mannarino                                                                              | Casper Ruud                                                                      | 1:6, 4:6        |
| Caroline Garcia Édouard Roger-Vasselin                                                        | Ulrikke Eikeri Casper Ruud                                                       | 7:5, 6:4        |
| 2 1                                                                                           | Datum: 4. Januar 2024 Austragungsort: NSW Tennis Centre, Sydney Belag: Hartplatz |                 |

Griechenland – Deutschland
| \| 1 2 \| Datum: 5. Januar 2024 Austragungsort: NSW Tennis Centre, Sydney Belag: Hartplatz \| |                                                                                  |          |
| Griechenland                                                                                  | Deutschland                                                                      | Ergebnis |
| Maria Sakkari                                                                                 | Angelique Kerber                                                                 | 6:0, 6:3 |
| Stefanos Tsitsipas                                                                            | Alexander Zverev                                                                 | 4:6, 4:6 |
| Maria Sakkari Petros Tsitsipas                                                                | Laura Siegemund Alexander Zverev                                                 | 3:6, 3:6 |
| 1 2                                                                                           | Datum: 5. Januar 2024 Austragungsort: NSW Tennis Centre, Sydney Belag: Hartplatz |          |

### Halbfinale
Polen – Frankreich
| \| 3 0 \| Datum: 6. Januar 2024 Austragungsort: NSW Tennis Centre, Sydney Belag: Hartplatz \| |                                                                                  |               |
| Polen                                                                                         | Frankreich                                                                       | Ergebnis      |
| Hubert Hurkacz                                                                                | Adrian Mannarino                                                                 | 6:3, 7:5      |
| Iga Świątek                                                                                   | Caroline Garcia                                                                  | 4:6, 6:1, 6:1 |
| Katarzyna Kawa Jan Zieliński                                                                  | Elixane Lechemia Édouard Roger-Vasselin                                          | 6:3, 6:3      |
| 3 0                                                                                           | Datum: 6. Januar 2024 Austragungsort: NSW Tennis Centre, Sydney Belag: Hartplatz |               |

Australien – Deutschland
| \| 1 2 \| Datum: 6. Januar 2024 Austragungsort: NSW Tennis Centre, Sydney Belag: Hartplatz \| |                                                                                  |                    |
| Australien                                                                                    | Deutschland                                                                      | Ergebnis           |
| Ajla Tomljanović                                                                              | Angelique Kerber                                                                 | 6:4, 2:6, 6:77     |
| Alex de Minaur                                                                                | Alexander Zverev                                                                 | 5:7, 6:3, 6:4      |
| Storm Hunter Matthew Ebden                                                                    | Laura Siegemund Alexander Zverev                                                 | 6:72,7:62, [13:15] |
| 1 2                                                                                           | Datum: 6. Januar 2024 Austragungsort: NSW Tennis Centre, Sydney Belag: Hartplatz |                    |

### Finale
Polen – Deutschland
| \| 1 2 \| Datum: 7. Januar 2024 Austragungsort: NSW Tennis Centre, Sydney Belag: Hartplatz \| |                                                                                  |                  |
| Polen                                                                                         | Deutschland                                                                      | Ergebnis         |
| Iga Świątek                                                                                   | Angelique Kerber                                                                 | 6:3, 6:0         |
| Hubert Hurkacz                                                                                | Alexander Zverev                                                                 | 7:63, 6:76, 4:6  |
| Iga Świątek Hubert Hurkacz                                                                    | Laura Siegemund Alexander Zverev                                                 | 4:6, 7:5, [4:10] |
| 1 2                                                                                           | Datum: 7. Januar 2024 Austragungsort: NSW Tennis Centre, Sydney Belag: Hartplatz |                  |